# 光叶柞木
光叶柞木（学名：Xylosma controversa var. glabra）为大风子科柞木属下的一个变种。